# Navarone Garibaldi
 (février 2025).
Si vous disposez d'ouvrages ou d'articles de référence ou si vous connaissez des sites web de qualité traitant du thème abordé ici, merci de compléter l'article en donnant les références utiles à sa vérifiabilité et en les liant à la section « Notes et références ».
Navarone Garibaldi (né à Santa Monica le 1er mars 1987) est un musicien, acteur et chanteur américain. Il est le chanteur du groupe Them Guns. 

## Biographie
Navarone Garibaldi est le fils de Priscilla Presley avec Marco Garibaldi et le demi-frère de Lisa Marie Presley.
A 18 ans, il quitte Los Angeles et s'installe à Santa Cruz, où il a forme Them Guns.Passionné de reptiles, Navarone collectionne les pythons réticulés et les varans malais.  Il se marie en Suisse en 2022 ,.

## Filmographie
- 2015  :"Shut and Drive"
- 2021  :"Hollywood.Con"
- 2020  :"Street Survivors : The True Story of the Lynyrd Skynyrd Plane Crash "